# دویتین ۳۷
دویتین ۳۷ (به انگلیسی: Dewoitine_D.371) یک هواگرد از نوع هواپیمای جنگنده ساخت شرکت Dewoitine / SNCAM / SNCASE است. هواگرد دویتین ۳۷ نخستین پروازش را در اوت ۱۹۳۲ میلادی انجام داد.
طراح این هواگرد، Emile Dewoitine بود.